# Heinz Schäfer (Offizier)
Heinz Schäfer (* 1931) ist ein ehemaliger Offizier der Grenztruppen der DDR.

## Leben und Wirken
Heinz Schäfer war ab 1950 zunächst bei der Deutschen Volkspolizei tätig und wechselte im Jahr 1957 zur Nationalen Volksarmee. 
Beim Mauerbau am 13. August 1961 war er als Oberleutnant der Nationalen Volksarmee für die Grenzabsicherung im Bereich des Checkpoint Charlie tätig und beobachtete somit die Bauarbeiten. So hatte er auch am 27. Oktober 1961 den Dienst, als sich dort sowjetische und US-amerikanische Streitkräfte gegenüber standen. Es kam allerdings zu keinem bewaffneten Konflikt. Kurz darauf wurde er zum Hauptmann befördert. In dieser Funktion war er dann Leiter der Grenzübergangsstelle Rummelsburg. 
Am 17. August 1962 wurde Schäfer als diensthabender Offizier informiert, dass Peter Fechter an der Ecke Zimmerstraße/Bernauer Straße in der Nähe des Checkpoint Charlie direkt an der Berliner Mauer angeschossen wurde. Als Schäfer dann vor Ort war, wurde der schwer verletzte Fechter nach rund 50 Minuten von ihm, dem Gefreiten Klaus Lindenlaub, dem Oberfeldwebel Horst Wurzel und dem Volkspolizei-Obermeister Heinrich Mularczyk aus dem Todesstreifen geborgen und zum Krankenwagen gebracht. Fechter starb jedoch kurz darauf im Krankenhaus. Das Foto, dass den bewusstlosen Fechter in den Armen der Soldaten zeigt, ging infolge um die Welt.
Im Jahr 2009 behauptete Schäfer, dass am 9. November 1989 gegen 20:30 Uhr die Grenzübergangsstelle in der Waltersdorfer Chaussee/Rudower Chaussee in Ost-Berlin infolge der Ankündigungen von Günter Schabowski als erster Grenzübergangspunkt überhaupt von Schäfer selbst geöffnet wurde. Er sagte zudem, dass es an diesem Ort jedoch keine Fernseh-Live-Berichterstattung und daher kaum Zulauf bzw. keinen Massenansturm von Passanten gab und somit die Bornholmer Straße unter der Leitung von Harald Jäger als erster an diesem Abend geöffneter Grenzübergangspunkt von Ost-Berlin nach West-Berlin gilt. Schäfer hatte, wie auch Jäger, die Entscheidung zur Öffnung der Grenzstelle auf eigene Faust getroffen, da es bis zum späten Abend noch keinen richtigen Befehl gab. Schäfer hatte zuletzt den Rang eines Oberstleutnant inne.
Nach der Wiedervereinigung wurde Schäfer in den Ruhestand versetzt. Er trat ab den 1990er-Jahren in zahlreichen Sendungen und Dokumentarfilmen als Zeitzeuge über das Thema Deutsche Teilung auf und hielt zudem Vorträge in Schulen, an Universitäten und bei Kongressen.